# 科海 (密西西比州)
科海（英語：Cohay）是位於美國密西西比州史密斯縣的非建制地區。

## 歷史
科海的郵局於1915年設立，其後於1937年停運。

## 地理
科海所處的海拔為高於海平面108米（即354英呎），而該地所採用的時區為UTC-6，即北美中部時區（CST）。同時該地設有夏令時間，為UTC-6調快一小時，即UTC-5（CDT）。